# Valor de Washington
Stade
Le Valor de Washington était une équipe professionnelle de football américain en salle basée à Washington, D.C., qui a commencé à jouer dans l'Arena Football League (AFL) en 2017. Elle jouait ses matchs à domicile à la Capital One Arena. Le Valor était la propriété de Monumental Sports and Entertainment (Ted Leonsis, président), également propriétaire des Wizards de Washington de la National Basketball Association (NBA), des Mystics de Washington de la Women's National Basketball Association (WNBA) et des Capitals de Washington de la Ligue nationale de Hockey (NHL), des Capital Go-Go de la NBA G League et de l'équipe AFL, le Brigade de Baltimore.
L'annonce initiale de la création de l'équipe avait été faite en février 2016: la conclusion d'un accord était imminente. L'annonce officielle a été faite le 10 mars 2016. Le nom de l'équipe "Valor" et les couleurs rouge, blanc, bleu et argent ont été annoncés en juillet 2016. The Valor était la première franchise AFL à jouer sur le marché de DC depuis la disparition des Commandos de Washington en 1990. Le Valor est le champion actuel (à compter de 2018) de l'Arena Football League, après avoir battu le Brigade de Baltimore, également propriété de Monumental Sports, lors de l'ArenaBowl XXXI.

## L'histoire de l'AFL à Washington, DC

### Commandos de Washington
En 1987, l’une des équipes qui joue dans la nouvelle ligue était les Commandos de Washington. L'équipe a disputé ses matchs à domicile lors de sa première saison au Capital Center de Landover, dans le Maryland, en 1987. Les Commandos n'ont pas joué en 1988, mais sont revenus en tant que Commandos du Maryland la saison suivante. L'équipe a déménagé en Virginie en 1990, encore une fois en tant que Commandos de Washington et a joué au Patriot Center à Fairfax, en Virginie. L'équipe a cessé ses activités après la saison 1990.

### Warriors de Washington
En 1999, le propriétaire des Redskins de Washington, Daniel Snyder, a annoncé l’achat d’une franchise d’expansion pour l’année 2003. Snyder a nommé l’équipe les Warriors de Washington. Il a tenté de faire enregistrer le nom Warriors, mais après des combats juridiques, la marque déposée a été annulée. Après des années de promesses de mettre une franchise sur le terrain, l'expansion de la franchise ne s'est jamais concrétisée et a été abandonnée.

### Valor de Washington
Le commissaire de l'AFL Scott Butera annonce la création d'une franchise basée à Washington le 10 mars 2016. Le nom et les couleurs de l'équipe sont dévoilées le 14 juillet suivant. Le premier match de Valor de Washington a eu lieu le 7 avril 2017 au Verizon Center contre le Brigade de Baltimore. Le 28 juillet 2018, Washington a surpris Baltimore 69 à 55 au Royal Farms Arena de Baltimore lors de l'ArenaBowl XXXI, alors qu'il n'avait gagné que deux matchs en saison régulière en 2018. Le quarterback de Washington, Arvell Nelson, a été nommé MVP du match.

## Effectif actuel
| Quarterbacks - 4 Arvell Nelson - 8 Warren Smith Fullbacks - Currently vacant Wide receivers - 9 Jared Dangerfield - 2 Chris Duvalt - 3 Reggie Gray - 18 Douglas McNeil - 19 Josh Reese - 1 T. T. Toliver | Offensive linemen - 70 James Atoe - 53 Devonte Danzey - 72 Anthony Parker - 75 Jordan Mudge - 74 Dionte Savage - 60 Siosifa Tufunga Defensive linemen - 52 Zack Bullock - 42 Lanford Collins - 99 Jake Payne - 40 David Washington | Linebackers - 50 James Gordon - 17 Alvin Ray Jackson Defensive backs - 6 Tracy Belton - 24 Svante Davenport - 14 Oshay Dunmore - 15 Fred Obi Kickers - 7 Pat Clarke | Blessés - 23 Dominic Addison DB (IR) - -- Josh Atkinson WR (IR) - 90 Austin Brown DL (IR) - 44 Will Corbin FB (IR) - 10 Qua Cox DB (IR) - 10 Nick Davila QB (IR) - 25 Michael Everett DB (IR) - 12 Roosevelt Falls DL (IR) - 93 Roderick Henderson DL (IR) - 5 Greg Reid DB (IR) - 58 Khreem Smith DL (IR) - 11 Reggie Wilson DL (IR) - 16 Rod Windsor WR (IR) Suspendus - -- Ben Curtis OL (Susp.) - 15 Justin Wilson WR (Susp.) |

## Entraîneurs

### Les entraîneurs en chef
| Nom            | Terme        | De la saison régulière | De la saison régulière | De la saison régulière | Séries éliminatoires | Séries éliminatoires | Séries éliminatoires | Prix |
| Nom            | Terme        | W                      | L                      | %                      | W                    | L                    | %                    | Prix |
| -------------- | ------------ | ---------------------- | ---------------------- | ---------------------- | -------------------- | -------------------- | -------------------- | ---- |
| Dean Cokinos   | 2017-2018    | 3                      | 15                     | .167                   | 0                    | 0                    |                      |      |
| Benji McDowell | 2018–présent | 2                      | 6                      | .250                   | 2                    | 1                    | .667                 |      |